# Vallée de Fufei
Fufei Vallis
La vallée de Fufei (désignation internationale : Fufei Vallis) est une vallée située sur Vénus dans le quadrangle de Sedna Planitia. Elle a été nommée en référence à Fufei, déesse chinoise de la Rivière Claire.